# Tabernae (Rheinzabern)

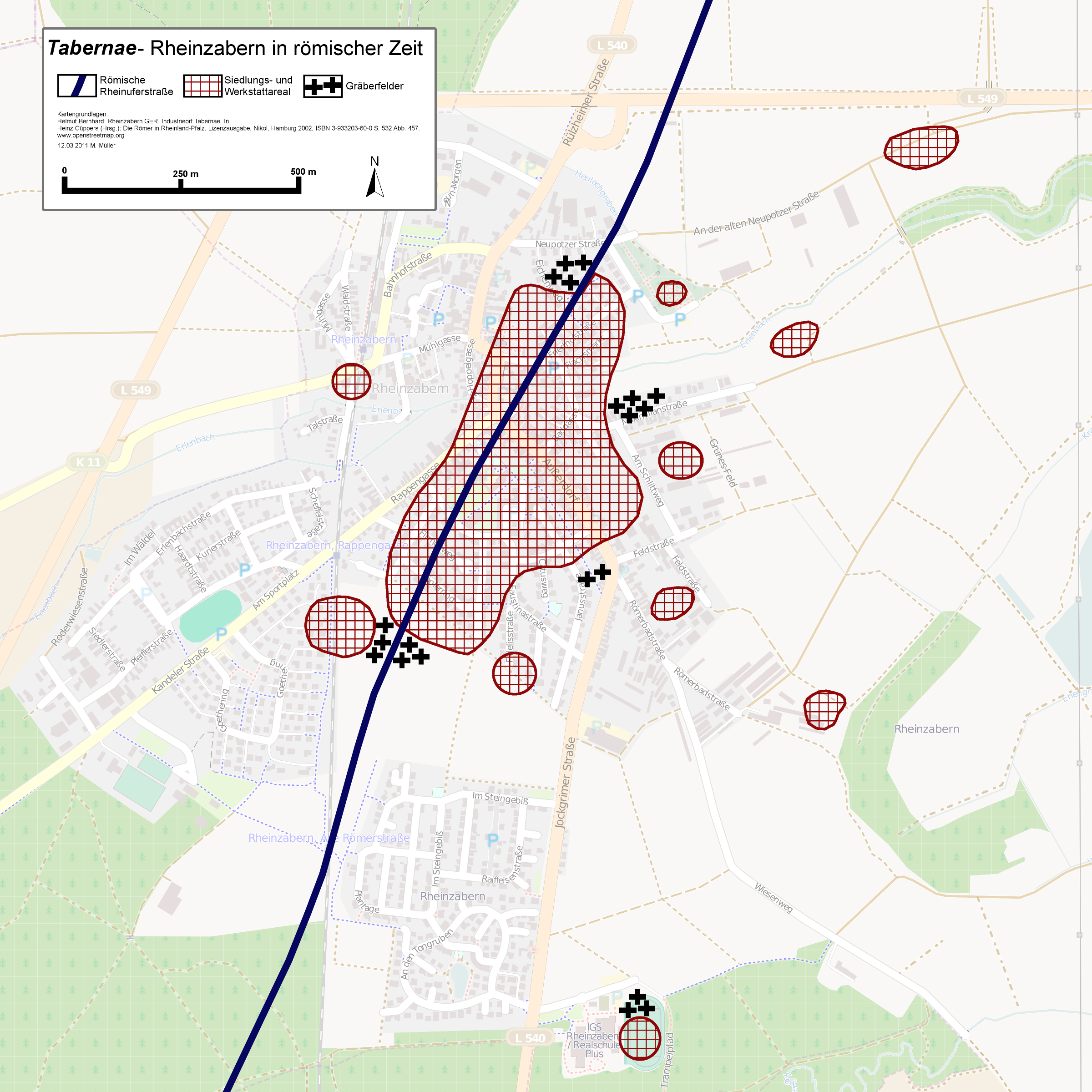
Karte von Tabernae auf dem modernen Siedlungsgebiet

Tabernae war die römische Siedlung, aus der das heutige Rheinzabern in Rheinland-Pfalz entstand. Der Ort war in der Antike ein bedeutendes Produktionszentrum für Keramikwaren, darunter besonders das Tafelgeschirr Terra Sigillata. Die Siedlung bestand vom 1. Jahrhundert n. Chr. bis in die Spätantike.
Die größte Siedlungsausdehnung und der Höhepunkt der Sigillata-Manufaktur mit einer marktbeherrschenden Stellung in den römischen Rhein- und Donauprovinzen fielen in das späte 2. und frühe 3. Jahrhundert als Folge leicht erschließbarer Rohstoffvorkommen und günstiger Transportbedingungen an der Römischen Rheintalstraße. Mit dem Limesfall war ein deutlicher Einschnitt feststellbar. Aus der spätrömischen Zeit gibt es zahlreiche Belege für eine Militär- und Raststation sowie eine Ziegelproduktion durch das Militär.

## Name

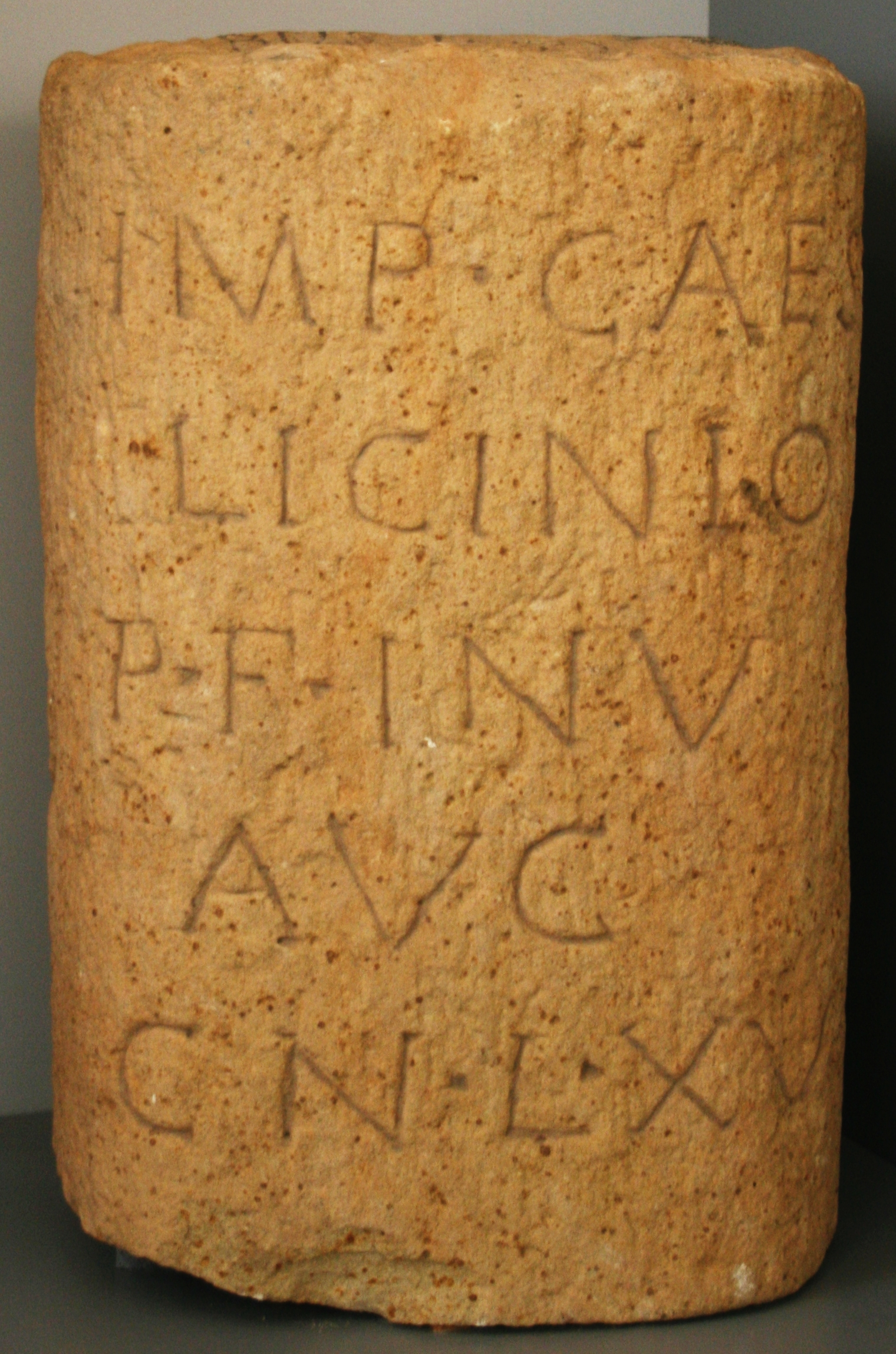
Leugenstein von Hagenbach (Kopie im Terra-Sigillata-Museum)

Der Name Tabernae (lateinisch für Laden oder Schankwirtschaft, Taverne, in diesem Fall wohl eher Raststation) für das antike Rheinzabern ist durch mehrere Schriftquellen belegt. Die älteste Erwähnung stammt aus dem Itinerarium Antonini aus der Zeit des Kaisers Caracalla. Als Wegestation ist der Ort ferner in der Tabula Peutingeriana verzeichnet. Die spätantike Notitia dignitatum nennt eine Truppenabteilung der Menapii, die zum spätrömischen Heer gehörte, in Tabernae. Ebenfalls wird der Ort in einem Lobgedicht des Quintus Aurelius Symmachus an Kaiser Valentinian I. erwähnt. Der Namenszusatz Rhenanae ist für die Antike nicht belegt. Es könnte sich um einen späteren Zusatz zur Unterscheidung von Bad Bergzabern handeln, da beide Orte seit dem Frühmittelalter im Besitz des Reichsklosters Klingenmünster nachweisbar sind.

## Geographische Lage
Rheinzabern liegt an der Römischen Rheintalstraße westlich des Rheins, der hier in römischer Zeit stark mäandrierte. In etwa 1000 m Entfernung zur heutigen Ortschaft liegt das markante Hochufer. Nördlich und südlich der Siedlung befinden sich heute noch ausgedehnte Waldgebiete, die zum Bienwald gehören. Hier lagerten unter den lokalen alluvialen Sandböden leicht zugängliche Tonvorkommen. Antike Tongruben sind heute noch in der Nähe des Otterbachs als Geländemulden zu erkennen.
Durch ihre gute Erhaltung im Bienwald und Funde zahlreicher Leugensteine gilt die Römerstraße zwischen Straßburg (Argentoratum) und Speyer (Noviomagus) als sehr gut erforscht. Der erste Stein wurde 1824 im Nachbarort Jockgrim entdeckt. 1936 wurde westlich von Hagenbach eine Ansammlung von sechs Leugensteinen gefunden, auf denen noch fünf Inschriften erhalten waren. Die Ansammlung erklärt sich daraus, dass die Steine jeweils erneuert wurden, während die älteren an ihrem Platz blieben. Heute befindet sich dort eine Nachbildung.

## Geschichte

### Frühe Kaiserzeit
Die verkehrsgünstige Lage und die leichte Verfügbarkeit der Rohstoffe Ton und Holz führten bereits im 1. Jahrhundert n. Chr. zur Entstehung einer Siedlung, die wie viele Vici im Römischen Reich stark gewerblich orientiert war. Die Hauptachse der Siedlung bildete dabei die Römerstraße, die meist als Kiesdamm von 6 bis 6,50 m Breite mit beiderseitigen Entwässerungsgräben ausgeführt war. Bäche nördlich und südlich des Ortes wurden durch Furten oder später Brücken überquert, worauf eine Bauinschrift am Rottenbach hinweist, die aber mehrere Brücken nennt. Das Original der Inschrift ging 1870 beim Beschuss der Stadt Straßburg verloren.
Die frühe Präsenz von Truppen im Rahmen der Legionsziegeleien des 1. Jahrhunderts hat in der Vergangenheit oft zur Vermutung eines Militärlagers in Rheinzabern geführt. In der Mühlgasse und Hoppelgasse wurden Grabenspuren entdeckt, die aber nicht sicher als Militärlager gedeutet werden können. Militärisches Ausrüstungsgut liegt im Fundmaterial vor, entstammt allerdings meist der zivilen Bebauung. Es liegt somit nahe, dass die militärische Nutzung vorwiegend mit der Ausbeutung der örtlichen Tonvorkommen in Verbindung stand.

### Mittlere Kaiserzeit

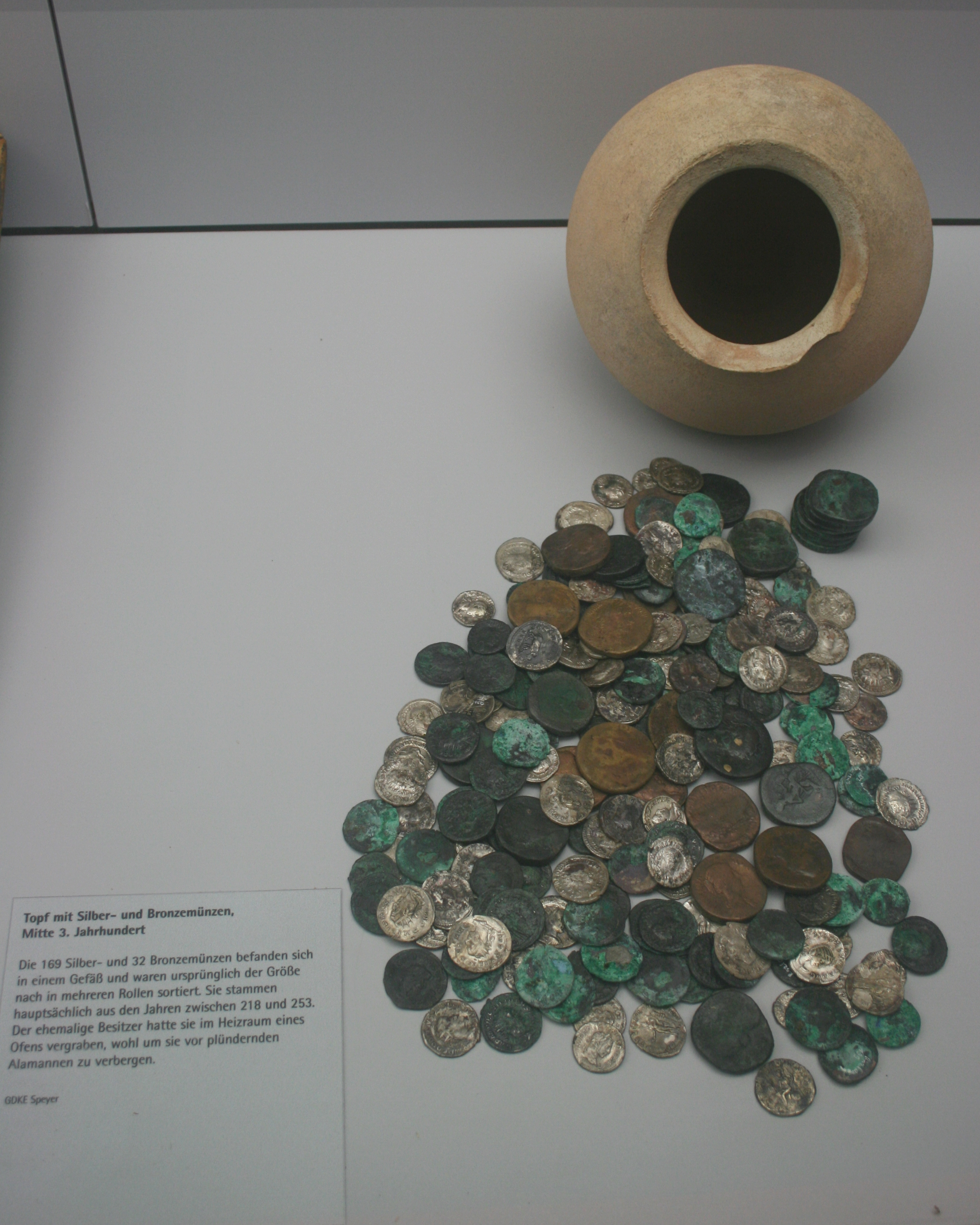
Münzhort aus der Mitte des 3. Jahrhunderts

Mit dem Ende der Produktion in militärischer Regie um 80 n. Chr. wurden die Anlagen bald von zivilen Unternehmern übernommen. Zweifellos bildete die Keramikherstellung den Grundstock für die folgende zivile Besiedlung, was durch viele Werkstattareale im Hofbereich der Häuser belegt wird. Bislang nicht lokalisiert werden konnte die für den Ort namensgebende Raststation.
Um 150 n. Chr. wurde begonnen, neben den anderen Keramikprodukten auch Terra Sigillata herzustellen. Die günstige Lage an den Rohstoffvorkommen und die guten Transportbedingungen über den Rhein und seine Nebenflüsse führten zu einem reißenden Absatz der Rheinzaberner Sigillata. Im Fundmaterial der meisten Siedlungs- und Militärplätze der Nordwestprovinzen verdrängte sie die zuvor im mittleren Gallien hergestellten Waren im Verlauf des späten 2. Jahrhunderts und nahm zusammen mit der Sigillata-Manufaktur am Pacelliufer in Trier (Augusta Treverorum) eine marktbeherrschende Stellung ein.
Die Hauptproduktion dauerte etwa 110 Jahre und endete in der Zeit des Limesfalls, als die Absatzmärkte rechts des Rheins verloren gingen. Direkte Auswirkungen der Reichskrise des 3. Jahrhunderts auf die Siedlungen sind durch die Hortfunde von Hagenbach und Neupotz belegt. In Rheinzabern selbst wird das Vordringen der Germanen und die Notsituation der Bevölkerung durch einen Depotfund, bestehend aus Bronzegeschirr und Gläsern, dokumentiert, der 1882 in einem Haus nördlich der Römerstraße gefunden wurde. Im Terra-Sigillata-Museum ist ein weiterer Münzhort aus dieser Zeit ausgestellt, der in einem Brennofen verborgen worden war. Eine vollständige Zerstörung des Ortes ist bislang bis auf den Einzelfund einer Münze des Postumus in einer Brandschicht nicht zu belegen. Die Münzzufuhr scheint in den Jahren 270 bis 300 n. Chr. wie vielerorts in den nordwestlichen Provinzen des Reiches ausgesetzt zu haben.

### Spätantike
In geringerem Umfang scheint es noch Keramik- sowie Sigillata-Produktion bis in das 4. Jahrhundert gegeben zu haben. Erst mit den Wirren der Zeit des Gegenkaisers Magnentius um 352 n. Chr. brach die Produktion von Gefäßkeramik endgültig ab. Ein kleiner Hortfund aus 37 Münzen endet mit einer Prägung des Constans. Ab der Mitte des 4. Jahrhunderts wurde der Ort vorwiegend militärisch genutzt. Die notitia dignitatum nennt die spätrömische Einheit der Menapii, die zugehörige Befestigung ist nicht lokalisiert. Diese dürfte sich im nördlichen Teil Rheinzaberns befunden haben, auf den sich die spätere Besiedlung beschränkte. In der Nähe befand sich auch eine mehrere hundert Körpergräber umfassende spätantike Nekropole. Die Tonvorkommen wurden wieder zur Herstellung von Ziegeln mit Militärstempeln genutzt, von denen zahlreiche Einheiten durch Stempel sowie zwei Ofenfunde belegt sind.
Das endgültige Ende der römischen Siedlung kam mit dem Rheinübergang von 406. In Rheinzabern zeugt davon ein weiterer Münzschatz, der in spätantiken Bauresten gefunden wurde. Er endet mit einer Prägung des Honorius. Aus dem Gräberfeld im Oberstboth liegen einige – in christlicher Tradition beigabenlose – Gräber vor, die bis weit in das fortgeschrittene 5. Jahrhundert datieren dürften.

## Keramikproduktion

### Ziegelei
Seit 45 n. Chr. sind in Tabernae Militärziegeleien der Obergermanischen Legionen gesichert. Den Funden gestempelter Ziegel zufolge waren dies die in Mogontiacum (Mainz) stationierten Legionen I Adiutrix, IIII Macedonica, XIV Gemina, XXI Rapax und XXII Primigenia, kurzfristig auch die Legio VII Gemina.
Ziegelstempelfunde aus Rheinzabern

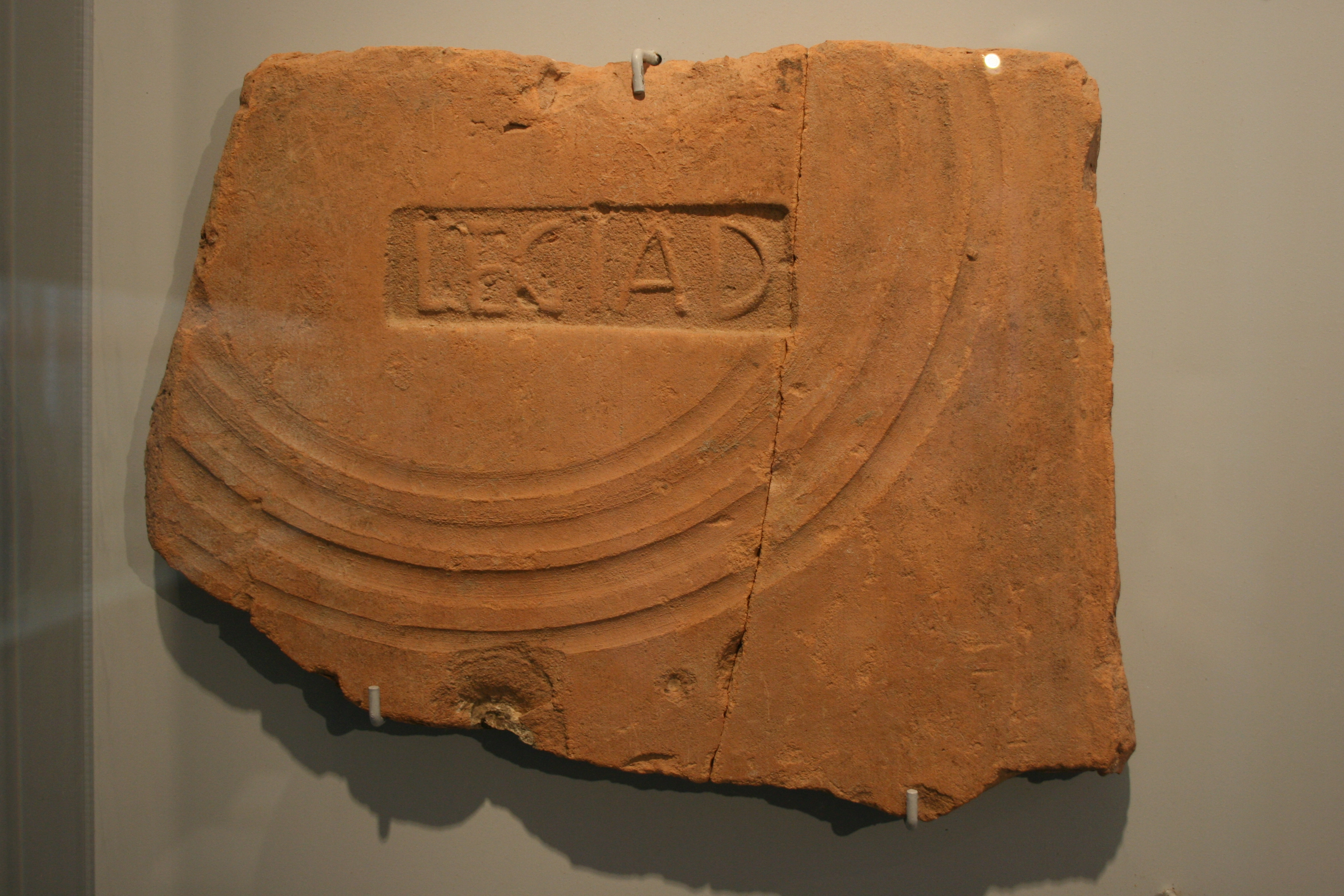
I adiutrix
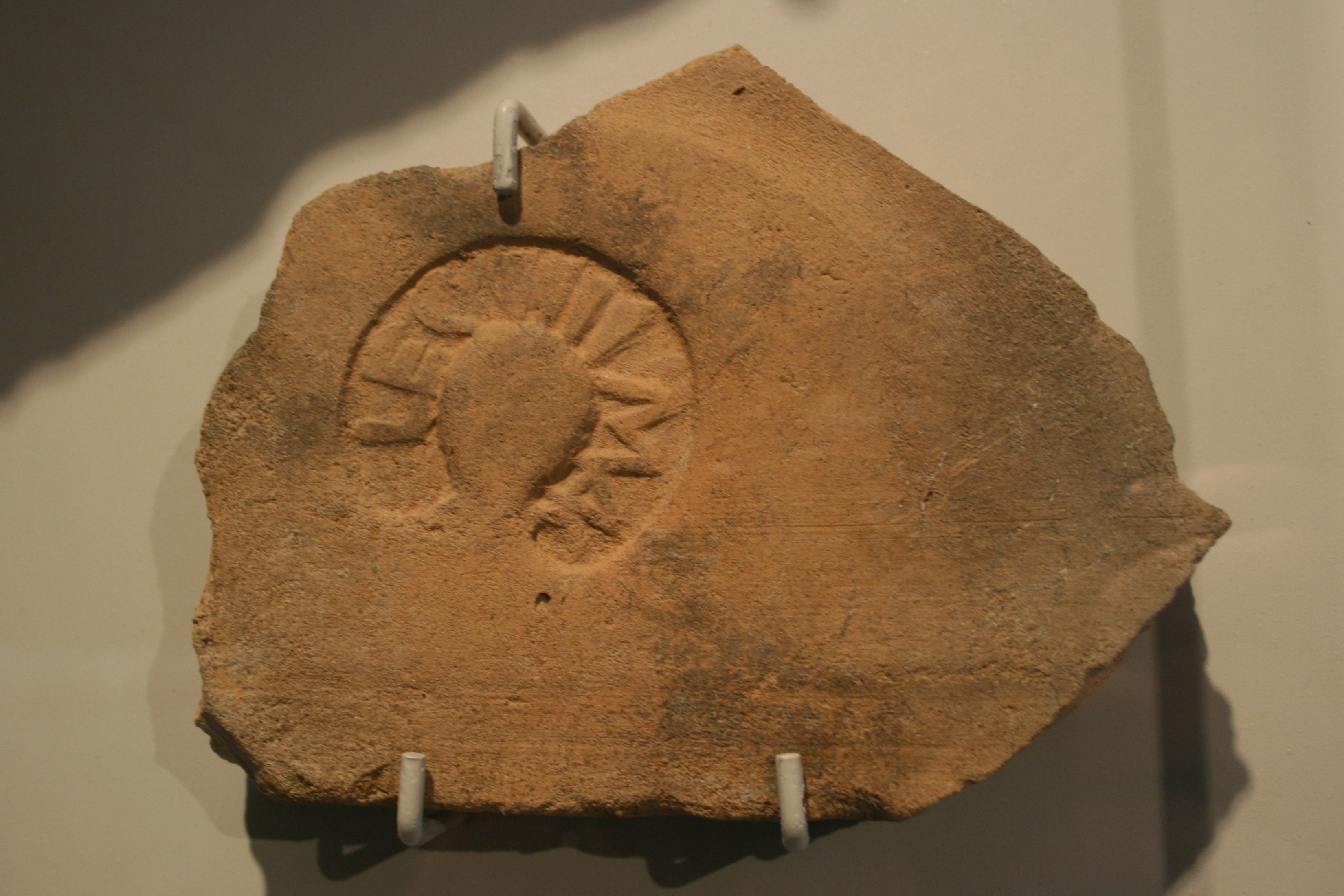
IIII Macedonica
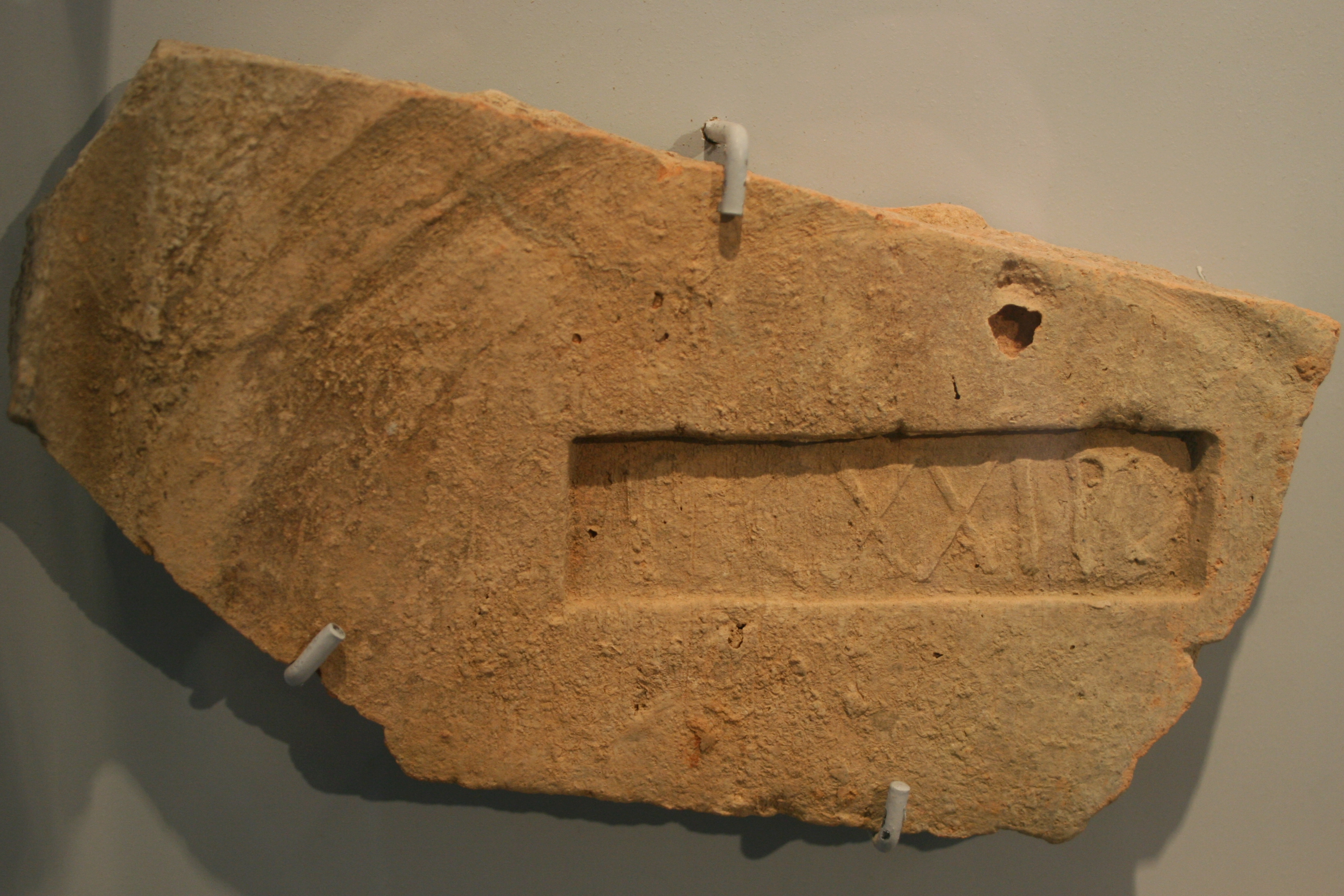
XXI Rapax
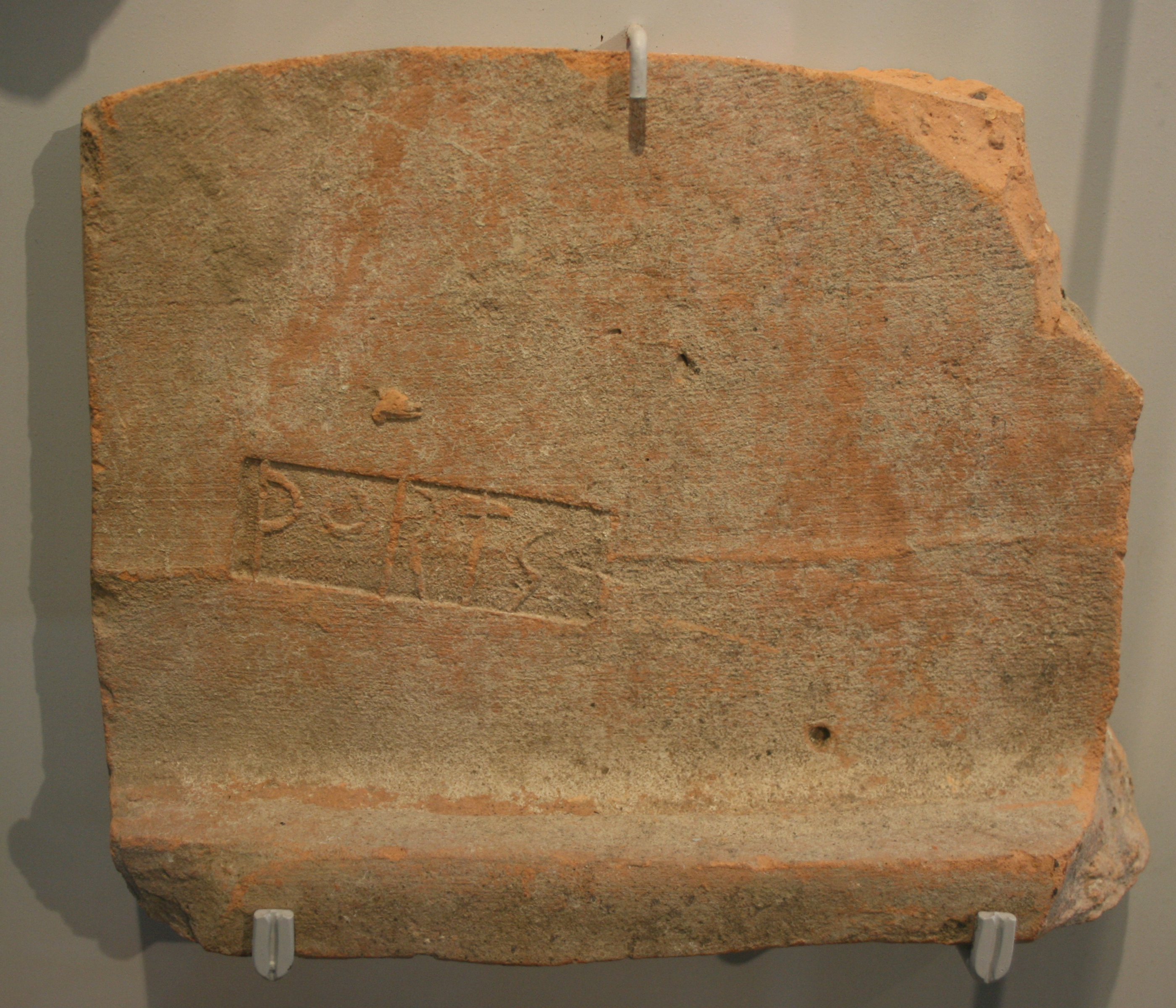
Spätantiker Ziegel der Portisienses

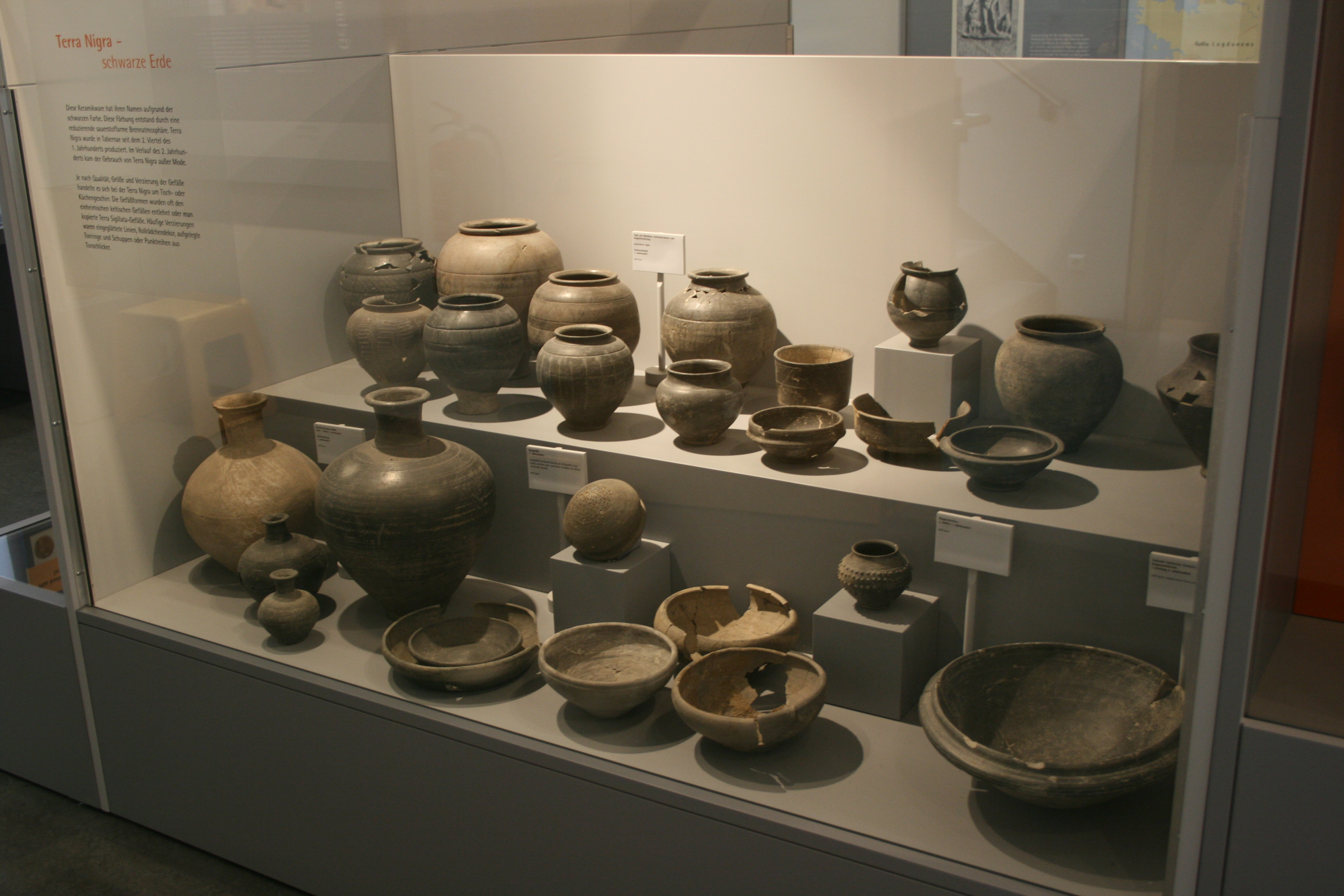
Rheinzaberner Terra-Nigra-Produkte im Terra-Sigillata-Museum

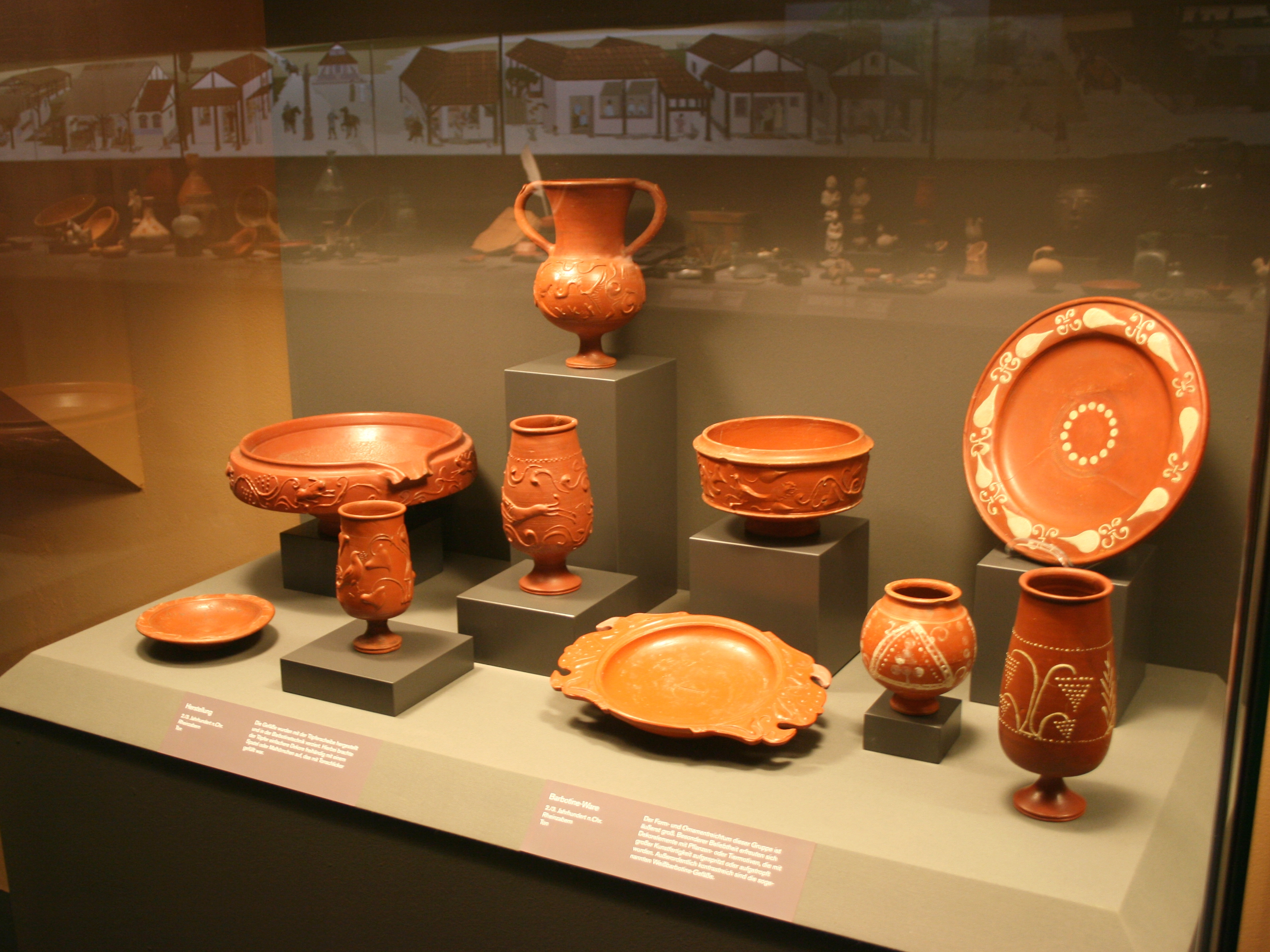
Herausragende Stücke der Rheinzaberner Terra-Sigillata-Manufaktur im Historischen Museum der Pfalz in Speyer

Ab etwa 80 n. Chr. endete der Ziegeleibetrieb der Legionen vorläufig. Die 22. Legion ziegelte nun näher am Limes in Frankfurt-Nied. In der mittleren Kaiserzeit ließ nur noch die in Straßburg stationierte Legio VIII Augusta gelegentlich in Tabernae Ziegel herstellen, wobei die Produktion nicht mehr das Ausmaß des 1. Jahrhunderts erreichte. Die VIII. Legion betrieb darüber hinaus eigene Ziegeleien in Straßburg-Koenigshoffen. Die Lücke wurde geschlossen von zivilen Unternehmern, deren Produktion mit Ziegeln, Grob- und Feinkeramik (Terra Nigra) sehr umfassend war. Versuche mit Terra Nigra hat es auch schon vereinzelt im 1. Jahrhundert gegeben.
Während die Ziegelproduktion in der mittleren und hohen Kaiserzeit in der Hand privater Unternehmer lag, wurden in der Spätantike seit der Mitte des 4. Jahrhunderts wieder Ziegel in militärischer Regie produziert. Durch Stempelfunde sind die Einheiten der Menapii, Martenses, Acincenses, Cornacenses und Portisienses bekannt. Von den Cornacenses wurde in den 24 Morgen ein Ofen ergraben, ein Ofen mit Ziegeln der Portisienses befand sich im Bereich der Römerbadschule.

### Terra Sigillata
Die Produktion des im römischen Reich weit verbreiteten feinen Tischgeschirrs, sogenannter Terra Sigillata, begann um 150 n. Chr. Vermutlich aufgrund der günstigen lokalen Gegebenheiten ließen sich Töpfer hier nieder, die zuvor in anderen Manufakturen durch Töpferstempel belegt sind. Sie brachten das nötige Wissen zur Herstellung des glänzenden Überzugs (Engobe) sowie zur Herstellung der Punzenstempel und Formschüsseln mit. Zu den frühesten Töpfern gehören Ianus, Reginus, wenig später Cerialis und Belsus, die zuvor in Heiligenberg im Unterelsass getöpfert hatten. Neben den sogenannten Bilderschüsseln (Form Dragendorff 37) wurden auch glattwandige Gefäße hergestellt, die üblicherweise einen Töpferstempel trugen. In der späteren Zeit sind Verzierungen mit Barbotine häufig.
Aus Rheinzabern sind bislang etwa 300 Namen von Töpfern aus der Zeit zwischen 150 und 260 n. Chr. bekannt. Namentlich nicht bekannt sind etwa 90 Hersteller der Bilderschüsseln, die nur nach dem Stil zu identifizieren sind. Die Produktionszahlen werden anhand der Funde auf durchschnittlich 500.000 bis eine Million Gefäße pro Jahr geschätzt.
Von den Produktionsstätten konnten vor allem die Abbaugruben für Ton im Bienwald am Otterbach aufgefunden werden. Die gewonnenen Tone mussten für die aufwändige Verzierungstechnik in verschiedenen Schlämmbecken aufbereitet werden, von denen im Ortsbereich einige nachgewiesen wurden. Die größten erreichten eine Seitenlänge von sechs Metern. Die eigentliche Gefäßherstellung benötigte größere, hallenartige Bauten, die meist einen Ziegelboden besaßen. Belegt sind außerdem größere Hallen als Pfostenbauten mit einer Länge bis zu 50 Meter, die zur Lagerung und Trocknung der Gefäße dienten.
Die TS-Herstellung benötigte besondere Öfen, in denen Temperaturen bis zu 950 °C erreicht wurden. Bisher wurden in Rheinzabern sechs solcher Öfen gefunden, einer davon ist heute in einen gemeinsamen Schutzbau mit dem Kindergarten in der Faustinastraße integriert. Die runden Öfen besaßen in der Frühzeit zunächst Durchmesser von 100–150 cm, später waren größere Öfen mit drei Metern Durchmesser üblich. Die Öfen besaßen runde Brennkammern mit langen Schürkanälen. Einige Öfen mit rechteckigem Grundriss dienten der Herstellung von Baukeramik.
Im Terra-Sigillata-Museum werden heute neben der Ortsgeschichte besonders die Herstellung der Sigillata und die zahlreichen Produktionsfunde gezeigt. Durch Fehlbrände und weitere Töpfereiabfälle ist dabei die Zahl komplett erhaltener Gefäße besonders hoch. Bemerkenswert und für Terra-Sigillata-Produktionsorte charakteristisch sind neben den Ofenfunden zahlreiche Punzenstempel und Formschüsseln im Fundmaterial.

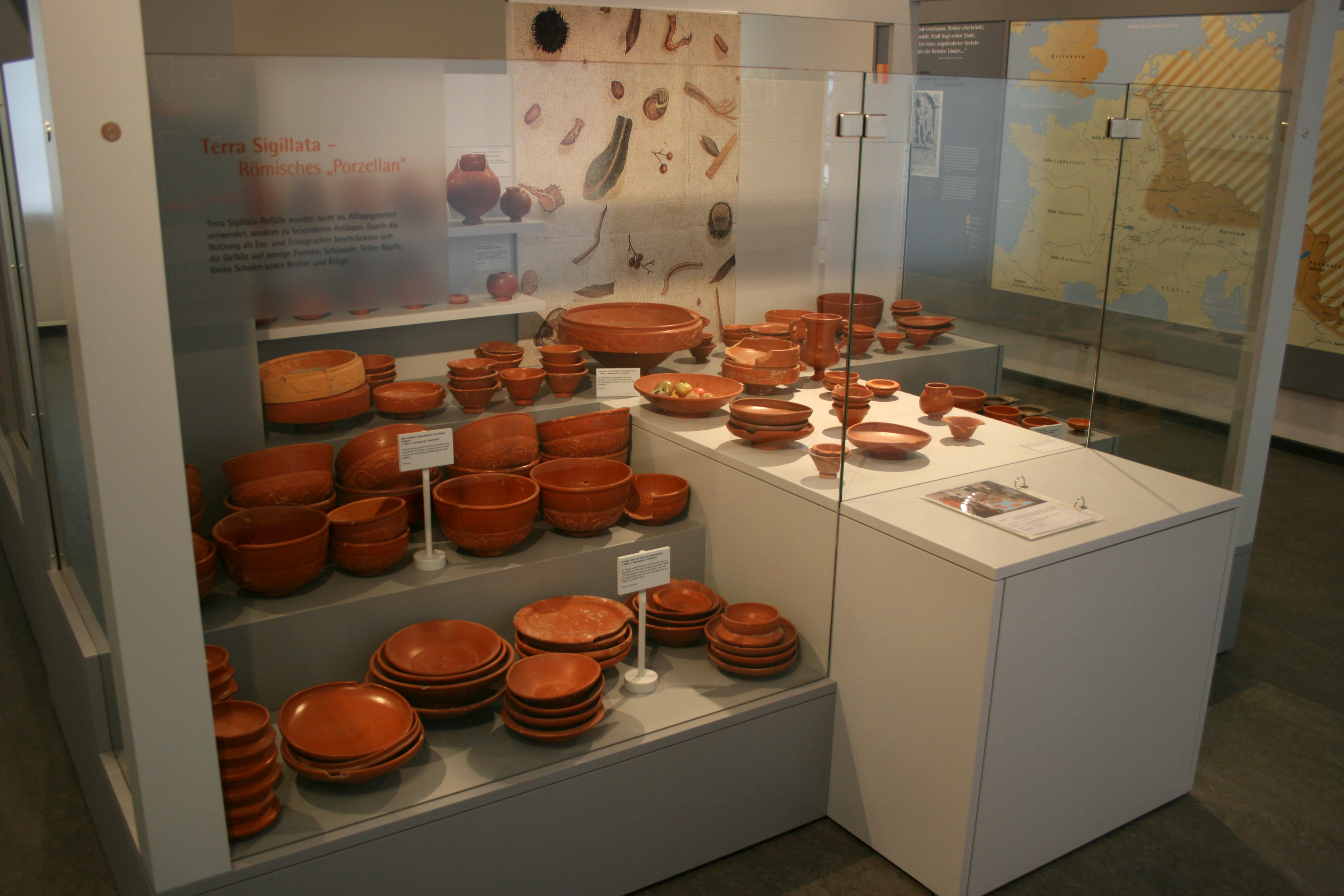
Rheinzaberner TS im Terra Sigillata-Museum
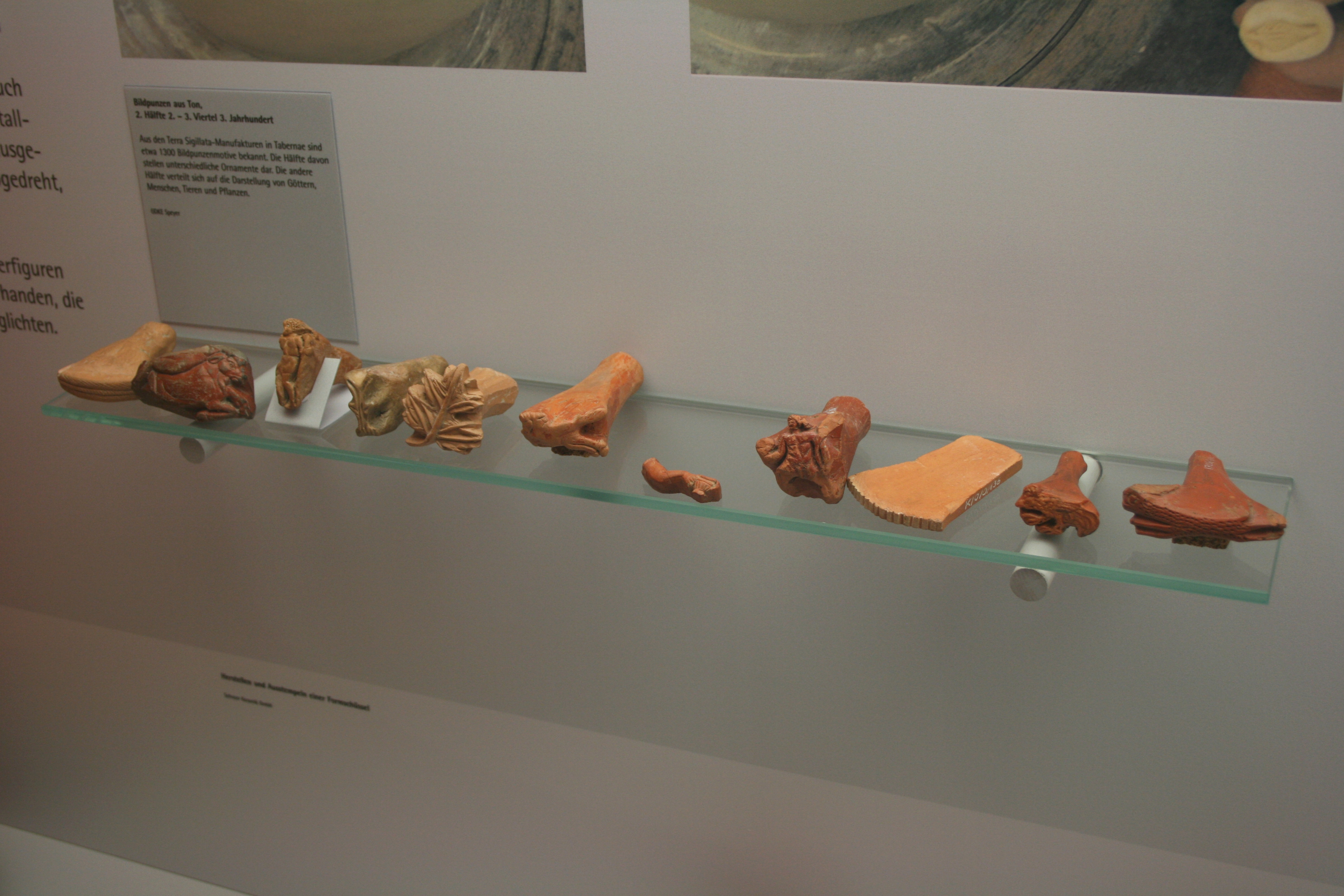
Punzenstempel zur Herstellung von Formschüsseln für Bilderschüsseln
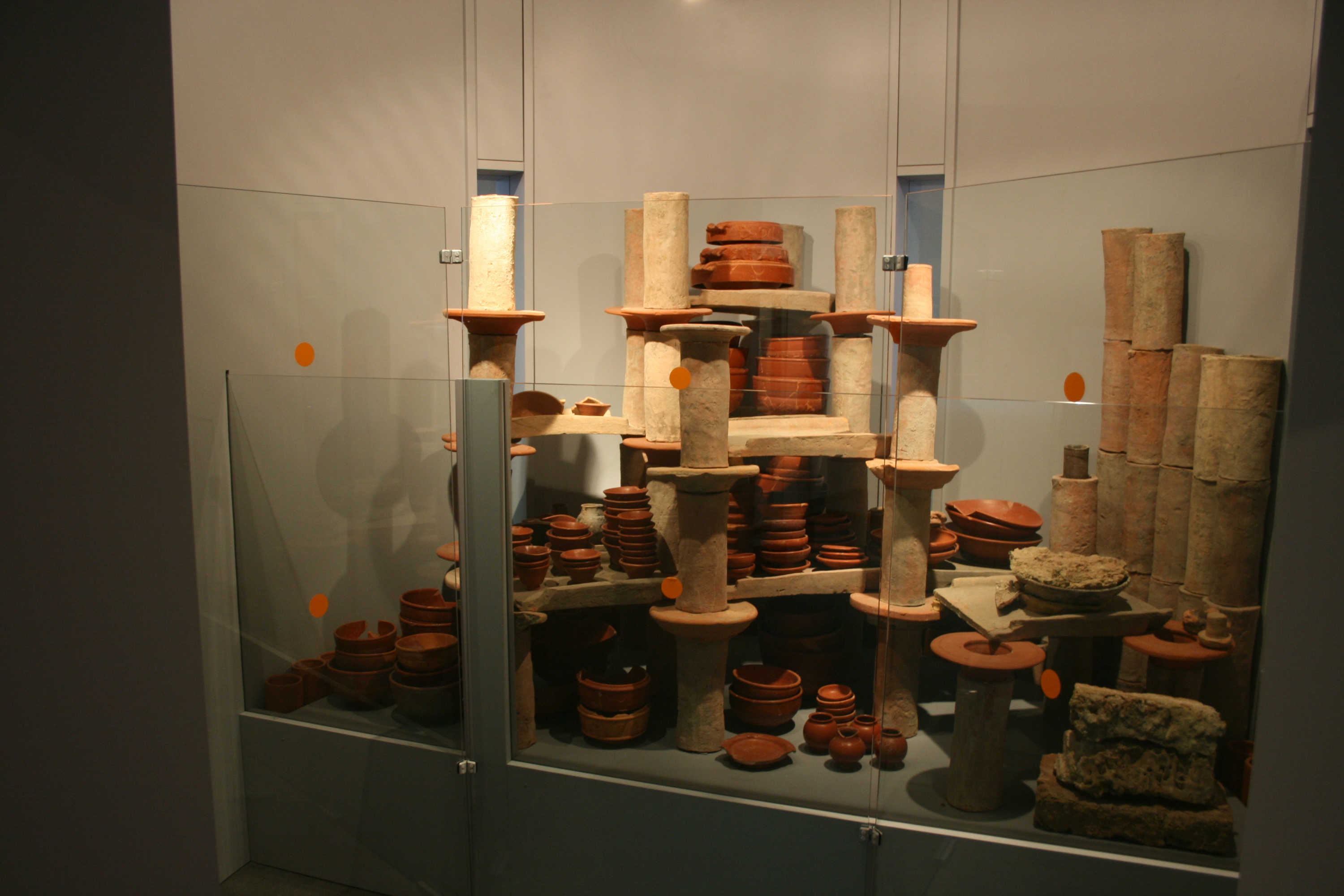
Rekonstruierter Ofenaufbau
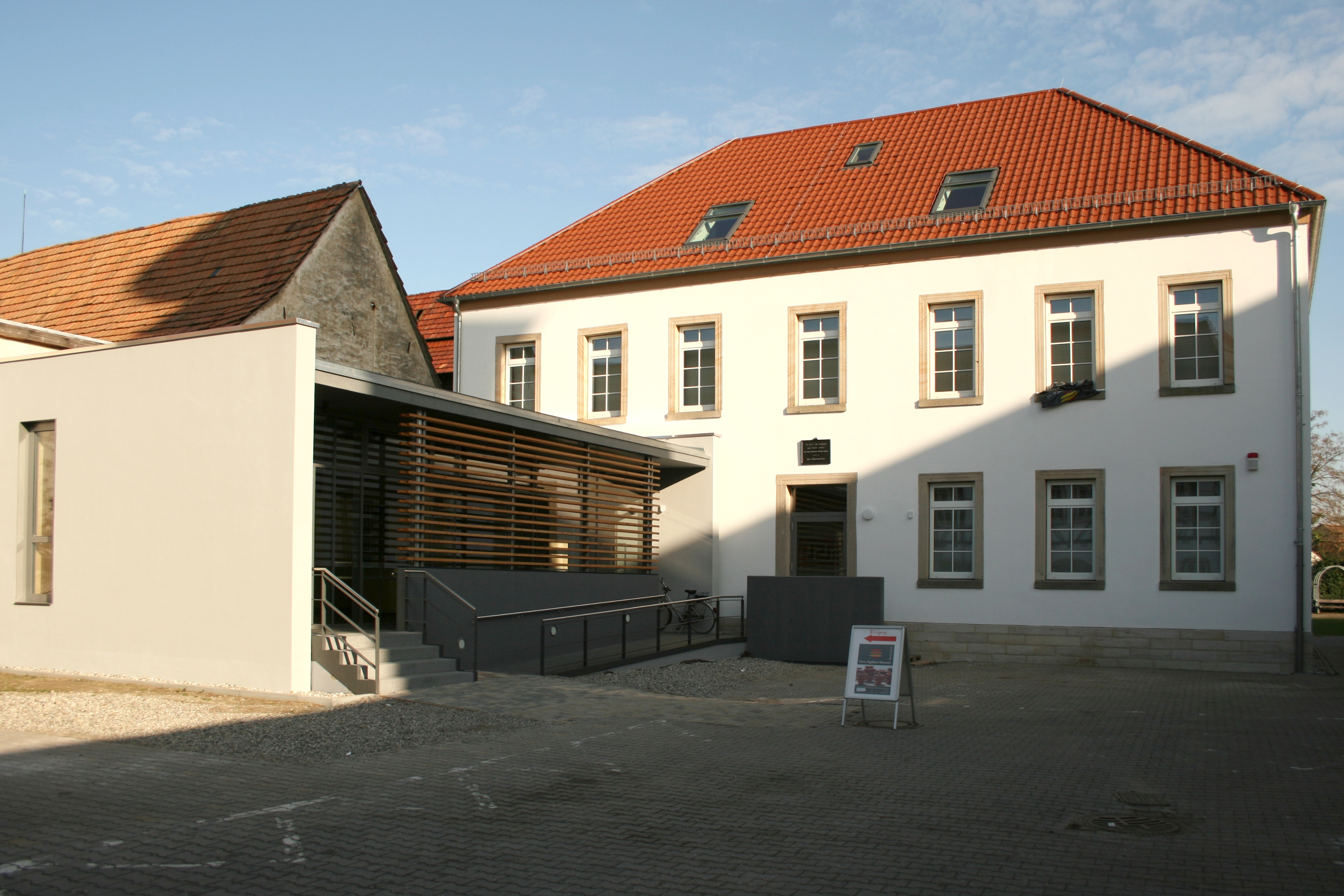
Terra-Sigillata-Museum

## Siedlung

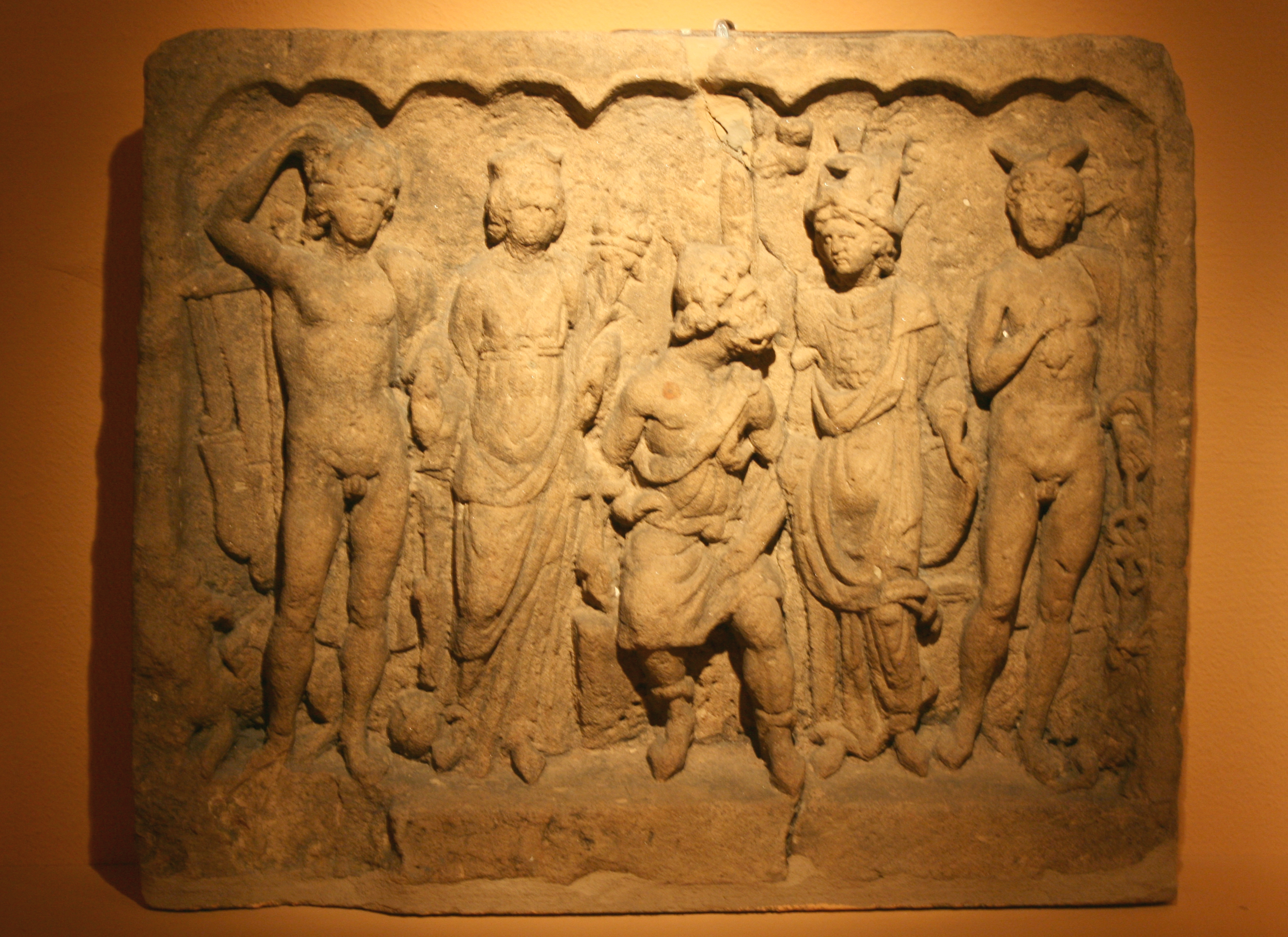
Fünfgötterstein aus Rheinzabern mit Apollo, Fortuna, Vulcanus, Minerva und Mercurius. Original im Museum Speyer

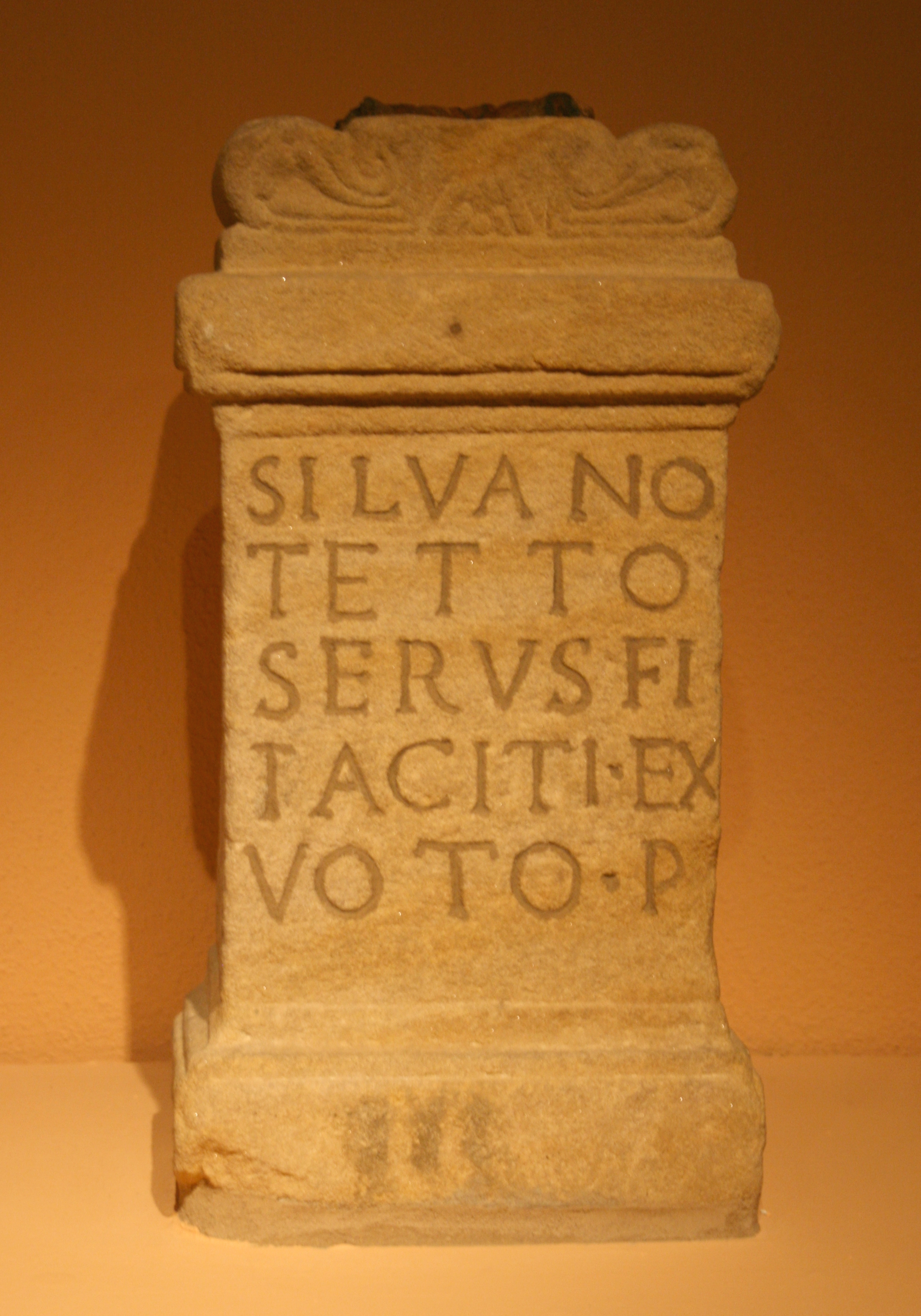
Silvanus-Votivaltar aus Rheinzabern im Museum in Speyer

Die Bebauung und ihre zugehörigen rechteckigen Grundstücke zogen sich beiderseits der Römerstraße auf einer Länge von etwa 900 Metern hin. Nachweisbar ist um 70 n. Chr. eine Bebauung in Form von Streifenhäusern, die als unterste Schichten etwa 1,5 Meter unter der heutigen Oberfläche gut fassbar sind. Zu dieser Zeit sind bereits Keramiköfen im gesamten Vicus nachweisbar.
Im späten 1. Jahrhundert n. Chr. hatte sich die Siedlung bereits weit nach Süden ausgedehnt. Zuverlässige Aussagen über die Zivilsiedlung im 2. und 3. Jahrhundert lassen sich aufgrund der durch Überbauung in Rheinzabern meist sehr ausschnitthaften Befunde nicht gewinnen. Im Nordteil der Siedlung scheinen einige Gebäude massiver in Stein ausgebaut worden zu sein.
Der Vicus wurde im Nordosten und Südwesten von zwei größeren Gräberfeldern begrenzt. Das nordöstliche Gräberfeld „Rehgärten“ weist 137 Brandgräber und fünf Körperbestattungen aus der Frühzeit der Siedlung im 1. und 2. Jahrhundert auf. Es wurde in spätantiker Zeit erneut aufgesucht. Im südwestlichen Gräberfeld „Rappenfeld“ fanden sich bislang 442 Brandgräber und vier Körperbestattungen des 1. bis 3. Jahrhunderts.
Über öffentliche Gebäude des Vicus ist bislang nichts bekannt. Auch fehlen Hinweise auf Markt- und Badeanlagen. Ein größeres Badegebäude, das 1855/1905 am Otterbach ausgegraben wurde, ist Teil eines hangaufwärts gelegenen römischen Gutshofs (Villa rustica). Heiligtümer wurden ebenfalls nicht ergraben, es liegen aber zahlreiche Götterweihungen vor, die auf solche hindeuten. Darunter sind zwei sehr qualitätvolle Fünfgöttersteine mit Darstellungen von Apollo, Fortuna, Vulcanus, Minerva und Mercurius. In dem stark auf Handel orientierten Ort sind die Weihungen für Mercurius naturgemäß am häufigsten im Fundmaterial vertreten, gefolgt von Jupiter und Silvanus. Belegt sind weiterhin eine Matronendarstellung, Epona, Minerva, Juno, Hercules und Vulcanus.